# Trofozoït

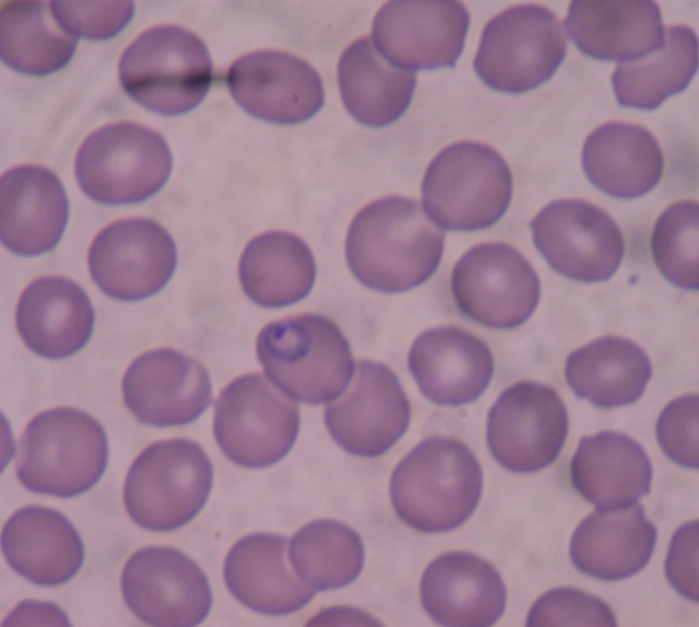
Trofozoït de Plasmodium dins d'un glòbul vermell.

Un trofozoït és la forma vegetativa activada que s'alimenta —generalment per fagocitosi— i es reprodueix, a diferència del quist que és la forma vegetativa infectant i de resistència, en l'cicle de vida dels microorganismes protozoaris, per exemple, Giardia lamblia, Cryptosporidium parvum.
Per exemple, els trofozoïts del gènere Plasmodium (responsables de la malària) o paludisme envaeixen els glòbuls vermells i s'alimenten de les proteïnes contingudes en aquests.
En algunes espècies, els trofozoïts no enquisten; per exemple, Dientamoeba fragilis, Pentatrichomonas hominis i Trichomonas, de manera que el trofozoït és l'única forma de vida del paràsit. Els trofozoïts tenen dos nuclis en els ciliats.

## Morfologia
Es caracteritzen per tenir un o dos nuclis amb una concentració de cromatina anomenada cariosoma, la qual pot ser concèntrica o en la perifèria del nucli. Instal·lats en un hoste, els trofozoïts poden ser patògens (per exemple en la disenteria amèbica), mentre que uns altres poden no ser patògens (com ho és la forma natural de la Entamoeba histolytica). Alguns tenen pseudòpodes, aparell de Golgi, lisosomes, ribosomes, reticle endoplasmàtic, vacúols digestius, mitocondri i, en alguns casos (Acanthamoeba castellanii), un sistema de canalículs per expulsar l'excés d'aigua.